# Călăreții salariului de purpură sau Marea îndopare
„Călăreții salariului de purpură” sau „Marea îndopare” (în engleză „Riders of the Purple Wage”) este o nuvelă științifico-fantastică din 1967 scrisă de Philip José Farmer. A apărut prima dată în 1967 în volumul Viziuni periculoase (în engleză Dangerous Visions) editat de Harlan Ellison. În limba română volumul și povestirea au apărut la Editura Trei, în anul 2013.
Titlul povestirii este inspirat de romanul western Riders of the Purple Sage de Zane Grey.

## Prezentare
Povestea se învârte în jurul relației dintre un tânăr artist, care a luat numele de Chibiabos Elgreco Winnegan, și bărbatul pe care îl numește „Bunicul Winnegan” (de fapt stră-străbunicul mamei sale), care se ascunde în apartamentele pe care „Chib” le împarte cu mama sa în comunitatea Ellay. Bunicul se ascunde de guvern, el a fost un om de afaceri de succes ai cărui muncitori erau foarte plătiți și foarte mulțumiți, mult mai mult decât beneficiarul mediu al „salariului de purpură” ("purple wage"). Din această cauză i-a fost închisă afacerea, după care a reușit să fure douăzeci de miliarde de dolari, care nu au fost niciodată găsiți și (aparent) a murit. Un agent federal care se numește „Falco Accipiter” a decis să vâneze banii cu orice preț și îl hărțuiește pe Chib.
De-a lungul narațiunii sunt prezentate extrase din manuscrisul nepublicat al bunicului, Ejaculări private (Private Ejaculations). În aceste scrieri, el descrie societatea și muzele slăbiciunilor umane. Pare să fi fost iubitor de James Joyce, iar acesta este un indiciu al rezoluției poveștii.
Chib se pregătește pentru un nou spectacol de artă. El trebuie să obțină o subvenție pentru a continua să picteze, altfel va trebui să fie mutat forțat și să trăiască într-o altă societate, o practică a guvernelor pentru a împiedica populațiile să devină insulare. Comunitatea lui Chib este gazda arabilor migrați forțat, care aparțin sectei islamice Wahhabi care este foarte strictă. Chib vrea să înceapă o relație cu fiica uneia dintre aceste familii, spre dezgustul rudelor sale.

## Primire
Povestirea a primit Premiul Hugo pentru cea mai bună nuvelă, premiu împărțit cu Weyr Search de Anne McCaffrey.

## Legături externe
- en  Istoria publicării lucrării Călăreții salariului de purpură sau Marea îndopare la Internet Speculative Fiction Database

## Vezi și
- 1967 în științifico-fantastic